# Сучански, Зита
Зи́та Сучански (венг. Szucsánszki Zita; род. 22 мая 1987, Будапешт) — венгерская гандболистка, центральная защитница. Обладательница приза лучшей гандболистки Венгрии 2011 года.

## Клубная карьера
Воспитанница «Пошташа», в его составе выступала с 2000 по 2002 годы. С 2002 по 2005 годы играла за будапештский «Спартак», в 2005 году перешла в «Ференцварош». С ним выиграла чемпионат Венгрии в 2007 году, а также Кубок ЕГФ в 2006 году.

## Карьера в сборной
Дебютировала в сборной Венгрии 4 ноября 2006 в поединке против сборной Словакии. Сыграла 95 игр и забила 313 голов. Бронзовый призёр чемпионата Европы 2012 года.

## Достижения

### В клубах
- Чемпионат Венгрии:
  - Чемпионка: 2007, 2015, 2021
  - Серебряный призёр: 2006, 2009, 2012, 2013, 2014, 2016, 2017, 2018, 2019
  - Бронзовый призёр: 2008, 2011
- Кубок Венгрии:
  - Победитель: 2017, 2022, 2023
  - Серебряный призёр: 2007, 2010, 2013, 2014, 2015
  - Бронзовый призёр: 2006, 2016, 2018, 2021
- Кубок Европейской гандбольной федерации:
  - Победитель: 2006
- Кубок обладателей Кубков ЕГФ:
  - Победитель: 2011, 2012
  - Полуфиналист: 2007
- Суперкубок ЕГФ:
  - 4-е место: 2006

### В сборной
- Чемпионат Европы:
  - Бронзовый призёр: 2012

### Личные
- Гандболистка года в Венгрии: 2011[1]